# Dobl-Zwaring
Dobl-Zwaring è un comune austriaco di 3 421 abitanti nel distretto di Graz-Umgebung, in Stiria. È stato creato il 1º gennaio 2015 dalla fusione dei precedenti comuni di Dobl e Zwaring-Pöls e ha lo status di comune mercato (Marktgemeinde); capoluogo comunale è Dobl.